# Revisio Generum Plantarum

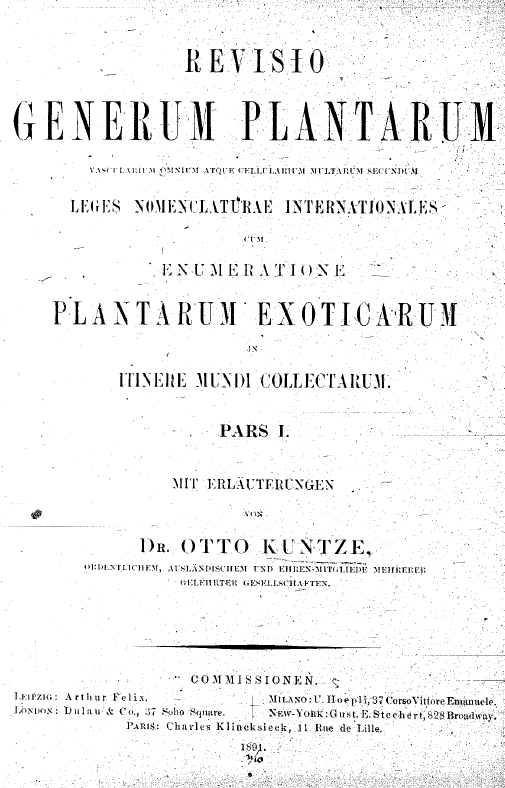
Frontispício de Revisio Generum Plantarum

Revisio Generum Plantarum, também conhecida pelo seu nome abreviado Revis. Gen. Pl., é um tratado de botânica elaborado por Carl Ernst Otto Kuntze. Foi publicado em três volumes. Os primeiros dois foram publicados em 1891 e o terceiro foi publicado em duas partes, em 1893 e 1898.
Nos primeiros dois volumes, Kuntze descreveu toda a sua colecção de espécimenes recolhidas na sua viagem à volta do mundo, constituída por cerca de 7700 exemplares. FAzendo esse trabalho, aproveitou também para introduzir o seu novo sistema de nomenclatura vegetal, revendo completamente a nomenclatura de muitos taxa vegetais. Isto tornou-se numa surpresa para a maioria dos botânicos, que rejeitaram ou deliberadamente ignoraram o trabalho. O seu terceiro volume respondeu a muitas das críticas que o seu trabalho recebeu, mas mesmo assim continuou a não ter reconhecimento. Kuntze permaneceu em disputa com a comunidade de botânicos para o resto da sua vida.